# Manchester United Women Football Club 2023-2024
Questa voce raccoglie le informazioni riguardanti il Manchester United Women Football Club nelle competizioni ufficiali della stagione 2023-2024.

## Stagione

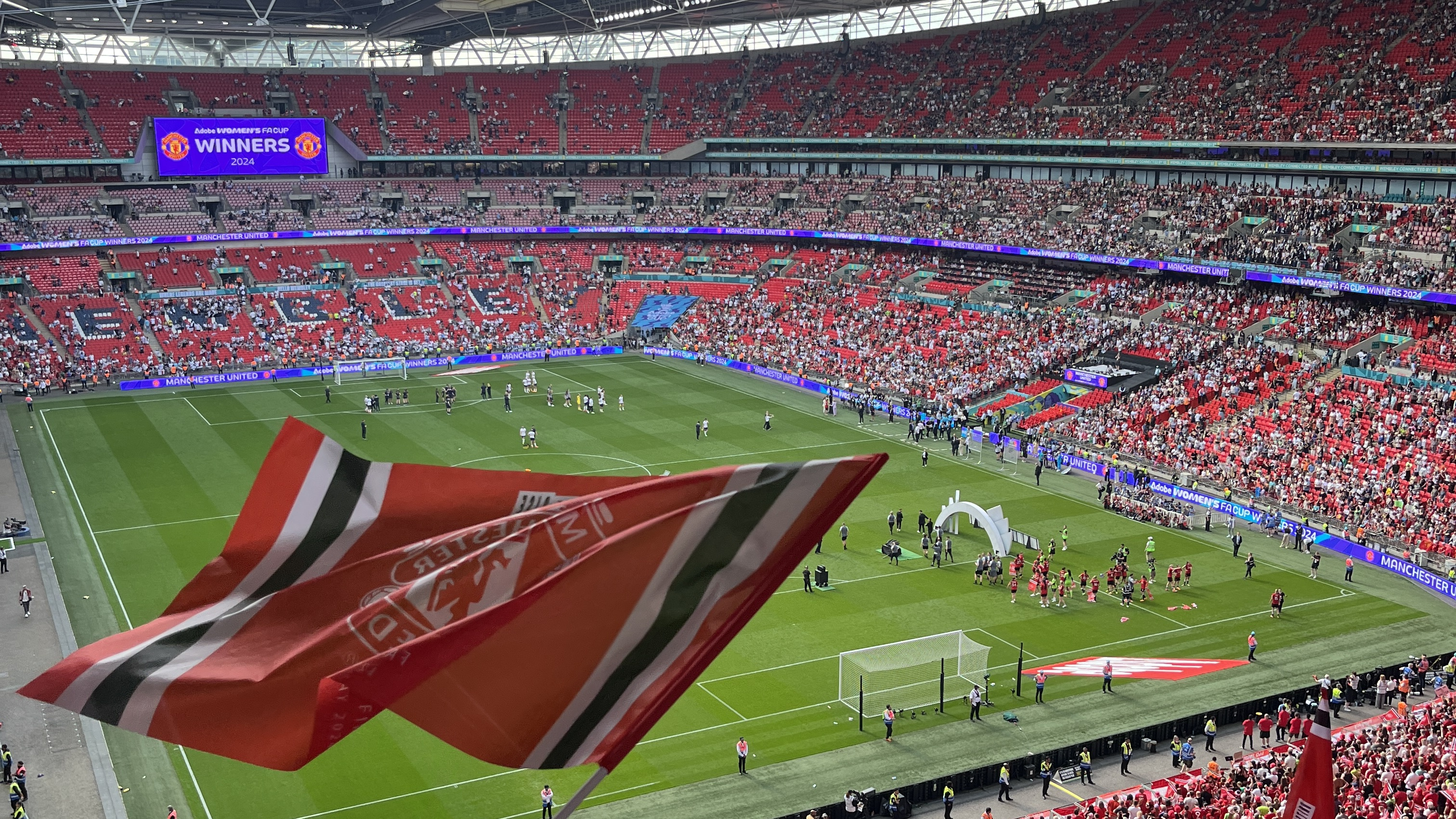
Festeggiamenti per la vittoria della Women's FA Cup.

La stagione 2023-24 è iniziata con l'esordio in UEFA Women's Champions League, grazie al secondo posto ottenuto in campionato nella stagione precedente. Il Manchester United è entrato nella massima competizione UEFA per squadre femminili nel secondo turno delle qualificazioni, venendo sorteggiato contro la squadra francese del Paris Saint-Germain. Dopo aver pareggiato la gara d'andata in casa, la sconfitta subita al Parco dei Principi ha sancito l'eliminazione dello United dalla competizione.
Il campionato di Women's Super League, il quinto consecutivo del Manchester United in massima serie, è stato concluso al quinto posto con 35 punti conquistati in 22 giornate, frutto di 10 vittorie, 5 pareggi e 7 sconfitte. Il 17 febbraio 2024, con 60 160 spettatori ad assistere alla partita valida per la quattordicesima giornata tra l'Arsenal e il Manchester United all'Emirates Stadium, è stato battuto il record di pubblico per una partita di Women's Super League. Anche in questa stagione i derby di Manchester in campionato sono stati disputati negli stadi usati dalle prime squadre maschili. Alla settima giornata si è disputato il derby d'andata all'Old Trafford davanti a un pubblico record di 43 615 spettatori e conclusosi con la vittoria del City sullo United. Il derby di ritorno si è giocato alla diciassettesima giornata al City of Manchester Stadium davanti a un pubblico di 40 086 spettatori, venendo nuovamente vinto dal City per 3-1.
In Women's FA Cup la squadra, che era partita dal quarto turno, è arrivata in finale per il secondo anno consecutivo, battendo in semifinale il Chelsea, campione in carica. In finale ha battuto il Tottenham per 4-0, vincendo il primo trofeo della propria storia, allo stadio di Wembley davanti a un pubblico di 76 082 spettatori. In Women's FA League Cup la squadra non ha superato la fase a gruppi, nonostante avesse concluso il gruppo A come seconda classificata, avendo perso l'ultima partita contro il Manchester City. Era, inizialmente, una nelle due migliori seconde, ma l'annullamento della partita tra Sunderland e Aston Villa, aveva portato all'inversione delle posizioni in classifica nel gruppo A; di conseguenza, a parità di punti per partita, l'Aston Villa ha passato il turno a discapito dello United come migliore seconda grazie ad una differenza reti superiore.

## Maglie e sponsor
Lo sponsor tecnico è Adidas e le tenute di gioco solo le stesse adottate dal Manchester United maschile: la divisa casalinga era stata annunciata il 27 giugno 2023, la seconda divisa il 24 luglio successivo, mentre la terza divisa venne resa pubblica l'8 agosto.
| Casa | Trasferta | Terza divisa |

## Rosa
| N. |                        | Ruolo | Calciatrice            |
| -- | ---------------------- | ----- | ---------------------- |
| 3  | Inghilterra (bandiera) | D     | Gabrielle George       |
| 4  | Inghilterra (bandiera) | D     | Maya Le Tissier        |
| 5  | Inghilterra (bandiera) | D     | Aoife Mannion          |
| 6  | Inghilterra (bandiera) | D     | Hannah Blundell        |
| 7  | Inghilterra (bandiera) | A     | Ella Toone             |
| 8  | Spagna (bandiera)      | C     | Irene Guerrero         |
| 9  | Francia (bandiera)     | A     | Melvine Malard         |
| 10 | Inghilterra (bandiera) | C     | Katie Zelem (capitano) |
| 11 | Inghilterra (bandiera) | A     | Leah Galton            |
| 12 | Galles (bandiera)      | C     | Hayley Ladd            |
| 14 | Canada (bandiera)      | D     | Jayde Riviere          |
| 15 | Galles (bandiera)      | D     | Gemma Evans            |

| N. |                        | Ruolo | Calciatrice             |
| -- | ---------------------- | ----- | ----------------------- |
| 16 | Norvegia (bandiera)    | C     | Lisa Fjeldstad Naalsund |
| 17 | Spagna (bandiera)      | A     | Lucía García            |
| 20 | Giappone (bandiera)    | C     | Hinata Miyazawa         |
| 21 | Inghilterra (bandiera) | D     | Millie Turner           |
| 22 | Inghilterra (bandiera) | A     | Nikita Parris           |
| 23 | Brasile (bandiera)     | A     | Geyse Ferreira          |
| 25 | Inghilterra (bandiera) | D     | Evie Rabjohn            |
| 27 | Inghilterra (bandiera) | P     | Mary Earps              |
| 28 | Inghilterra (bandiera) | A     | Rachel Williams         |
| 34 | Scozia (bandiera)      | C     | Emma Watson             |
| 91 | Stati Uniti (bandiera) | P     | Phallon Tullis-Joyce    |

## Calciomercato

### Sessione estiva
| Acquisti | Acquisti             | Acquisti         | Acquisti       |
| R.       | Nome                 | da               | Modalità       |
| -------- | -------------------- | ---------------- | -------------- |
| P        | Phallon Tullis-Joyce | OL Reign         | [ 13 ]         |
| P        | Emily Ramsey         | Everton          | fine prestito  |
| D        | Tara Bourne          | Birmingham City  | fine prestito  |
| D        | Gemma Evans          | Reading          | [ 14 ]         |
| D        | Gabrielle George     | Everton          | [ 15 ]         |
| D        | Jade Moore           | Reading          | fine prestito  |
| D        | Evie Rabjohn         | Aston Villa      | [ 16 ]         |
| C        | Grace Clinton        | Bristol City     | fine prestito  |
| C        | Carrie Jones         | Leicester City   | fine prestito  |
| C        | Hinata Miyazawa      | Mynavi Sendai    | [ 17 ]         |
| C        | Emma Watson          | Rangers          | [ 18 ]         |
| A        | Geyse Ferreira       | Barcellona       | [ 19 ]         |
| A        | Ivana Fuso           | Bayer Leverkusen | 'fine prestito |
| A        | Irene Guerrero       | Atlético Madrid  | [ 20 ]         |
| A        | Kirsty Hanson        | Aston Villa      | fine prestito  |
| A        | Adriana Leon         | Portland Thorns  | fine prestito  |
| A        | Melvine Malard       | Olympique Lione  | prestito       |

| Cessioni | Cessioni           | Cessioni            | Cessioni      |
| R.       | Nome               | a                   | Modalità      |
| -------- | ------------------ | ------------------- | ------------- |
| P        | Sophie Baggaley    | Brighton & Hove     | [ 22 ]        |
| P        | Emily Ramsey       | Everton             | [ 23 ]        |
| D        | Ona Batlle         | Barcellona          | [ 24 ]        |
| D        | Tara Bourne        | Sheffield Utd       | [ 25 ]        |
| D        | Maria Thorisdottir | Brighton & Hove     | [ 26 ]        |
| D        | Aïssatou Tounkara  | Paris Saint-Germain | [ 25 ]        |
| C        | Estelle Cascarino  | Paris Saint-Germain | fine prestito |
| C        | Grace Clinton      | Tottenham           | prestito      |
| C        | Carrie Jones       | Bristol City        | [ 28 ]        |
| C        | Jade Moore         | Birmingham City     | [ 25 ]        |
| C        | Vilde Bøe Risa     | Atlético Madrid     | [ 29 ]        |
| A        | Alyssa Aherne      | Everton             | prestito      |
| A        | Keira Barry        | Crystal Palace      | prestito      |
| A        | Ivana Fuso         | Birmingham City     | [ 32 ]        |
| A        | Kirsty Hanson      | Aston Villa         | [ 33 ]        |
| A        | Adriana Leon       | Aston Villa         | [ 34 ]        |
| A        | Alessia Russo      | Arsenal             | [ 35 ]        |
| A        | Martha Thomas      | Tottenham           | [ 36 ]        |

## Risultati

### Women's Super League

#### Girone di andata
| Arbitro: | Welch |

|          |           |                           |
| Daly 76’ | Marcatori | 79’ García 90+2’ Williams |

| Arbitro: | Dowle |

|                       |           |                                |
| Galton 27’ Malard 81’ | Marcatori | 14’ Blackstenius 90+3’ Lacasse |

| Arbitro: | Soneye |

|                |           |            |
| Le Tissier 67’ | Marcatori | 60’ Whelan |

| Arbitro: | Herczeg |

|  |           |                                                |
|  | Marcatori | 14’ Malard 58’, 90+3’ Parris 77’, 85’ Williams |

| Arbitro: | Simms |

|                           |           |                          |
| Terland 30’ Bergsvand 89’ | Marcatori | 78’ Toone 90+8’ Williams |

| Arbitro: | Cross |

|                                                        |           |  |
| Geyse 3’ Turner 42’ Parris 45+1’ García 88’ Malard 90’ | Marcatori |  |

| Arbitro: | Foster (Galles) |

|                  |           |                             |
| Zelem 21’ (rig.) | Marcatori | 34’ Roord 35’ Hemp 55’ Shaw |

| Arbitro: | Fullicks |

|  |           |                         |
|  | Marcatori | 50’ Miyazawa 55’ Parris |

| Arbitro: | Dowle |

|  |           |                                            |
|  | Marcatori | 29’ Blundell 51’ Toone 59’ Malard 84’ Ladd |

| Arbitro: | Impey |

|          |           |                             |
| Toone 3’ | Marcatori | 32’ (aut.) Turner 68’ Hinds |

| Arbitro: | Byrne |

|                    |           |          |
| James 5’, 23’, 85’ | Marcatori | 43’ Ladd |

#### Girone di ritorno
| Arbitro: | Soneye |

|                |           |                 |
| Parris 7’, 33’ | Marcatori | 60’ (rig.) Daly |

| Arbitro: | Wilson |

|                |           |  |
| Parris 9’, 64’ | Marcatori |  |

| Arbitro: | Dowle |

|                                                |           |              |
| Geyse 10’ (aut.) Lacasse 35’ Little 44’ (rig.) | Marcatori | 90+6’ García |

| Arbitro: | Burgin |

|            |           |             |
| Asseyi 85’ | Marcatori | 4’ Williams |

| Arbitro: | Simms |

|                    |           |  |
| Naalsund 9’, 90+5’ | Marcatori |  |

| Arbitro: | Byrne |

|                        |           |                     |
| Park 37’, 45’ Shaw 46’ | Marcatori | 74’ (aut.) Casparij |

| Arbitro: | Impey |

|                                      |           |             |
| Turner 57’ Toone 60’, 65’ Galton 90’ | Marcatori | 10’ Snoeijs |

| Arbitro: | Welch |

|                             |           |                     |
| Malard 13’ Le Tissier 90+2’ | Marcatori | 29’ England 31’ Naz |

| Arbitro: | Wilson |

|  |           |           |
|  | Marcatori | 83’ Toone |

| Arbitro: | Burgin |

|             |           |  |
| Clark 45+3’ | Marcatori |  |

| Arbitro: | Welch |

|  |           |                                                                       |
|  | Marcatori | 2’, 45+2’ Ramírez 8’ Rytting Kaneryd 44’ Nüsken 47’ Leupolz 85’ Kirby |

### Women's FA Cup
| Arbitro: | Wilson |

|                                                     |           |  |
| Toone 28’ Parris 36’, 55’ Williams 71’ Malard 90+1’ | Marcatori |  |

| Arbitro: | Wardle |

|                 |           |                            |
| Lloyd-Smith 65’ | Marcatori | 8’ Toone 74’, 82’ Williams |

| Arbitro: | Benn |

|  |           |                                                |
|  | Marcatori | 8’ Turner 17’ Parris 45+1’ García 59’ Naalsund |

| Arbitro: | Dowle |

|                        |           |             |
| García 1’ Williams 23’ | Marcatori | 45+4’ James |

| Arbitro: | Byrne |

|                                          |           |  |
| Toone 45+3’ Williams 54’ García 57’, 74’ | Marcatori |  |

### Women's FA League Cup

#### Fase a gruppi
| Arbitro: | Wilson |

|                                                                 |           |  |
| Parris 28’, 69’, 78’ Williams 30’ Ladd 57’ Geyse 84’ Galton 89’ | Marcatori |  |

| Arbitro: | Burgin |

|  |           |            |
|  | Marcatori | 41’ Parris |

| Arbitro: | Cross |

|                                         |           |            |
| García 2’ Naalsund 20’ Zelem 65’ (rig.) | Marcatori | 26’ Whelan |

| Arbitro: | Impey |

|                    |           |              |
| Kelly 47’ Hemp 70’ | Marcatori | 90+5’ Parris |

### Women's Champions League

#### Qualificazioni
| Arbitro: | Klarlund |

|            |           |              |
| Malard 70’ | Marcatori | 54’ Chawinga |

| Arbitro: | Projkovska |

|                                |           |              |
| Martens 17’, 48’ Baltimore 57’ | Marcatori | 47’ Naalsund |

## Statistiche

### Statistiche di squadra
| Competizione             | Punti | In casa | In casa | In casa | In casa | In casa | In casa | In trasferta | In trasferta | In trasferta | In trasferta | In trasferta | In trasferta | Totale | Totale | Totale | Totale | Totale | Totale | DR  |
| Competizione             | Punti | G       | V       | N       | P       | Gf      | Gs      | G            | V            | N            | P            | Gf           | Gs           | G      | V      | N      | P      | Gf     | Gs     | DR  |
| ------------------------ | ----- | ------- | ------- | ------- | ------- | ------- | ------- | ------------ | ------------ | ------------ | ------------ | ------------ | ------------ | ------ | ------ | ------ | ------ | ------ | ------ | --- |
| Women's Super League     | 35    | 11      | 5       | 3       | 3       | 22      | 18      | 11           | 5            | 2            | 4            | 20           | 14           | 22     | 10     | 5      | 7      | 42     | 32     | +10 |
| Women's FA Cup           | -     | 2       | 2       | 0       | 0       | 7       | 1       | 2            | 2            | 0            | 0            | 7            | 1            | 5      | 5      | 0      | 0      | 18     | 2      | +16 |
| Women's FA League Cup    | -     | 2       | 2       | 0       | 0       | 10      | 1       | 2            | 1            | 0            | 1            | 2            | 2            | 4      | 3      | 0      | 1      | 12     | 3      | +9  |
| Women's Champions League | -     | 1       | 0       | 1       | 0       | 1       | 1       | 1            | 0            | 0            | 1            | 1            | 3            | 2      | 0      | 1      | 1      | 2      | 4      | -2  |
| Totale                   | -     | 16      | 9       | 4       | 3       | 40      | 21      | 16           | 8            | 2            | 6            | 30           | 20           | 33     | 18     | 6      | 9      | 74     | 41     | +33 |

### Andamento in campionato
| Giornata  | 1 | 2 | 3 | 4 | 5 | 6 | 7 | 8 | 9 | 10 | 11 | 12 | 13 | 14 | 15 | 16 | 17 | 18 | 19 | 20 | 21 | 22 |
| --------- | - | - | - | - | - | - | - | - | - | -- | -- | -- | -- | -- | -- | -- | -- | -- | -- | -- | -- | -- |
| Luogo     | T | C | C | T | T | C | C | T | T | C  | T  | C  | C  | T  | T  | C  | T  | C  | C  | T  | T  | C  |
| Risultato | V | N | N | V | N | V | P | V | V | P  | P  | V  | V  | P  | N  | V  | P  | V  | N  | V  | P  | P  |
| Posizione | 3 | 4 | 6 | 4 | 6 | 3 | 4 | 4 | 4 | 4  | 4  | 4  | 4  | 4  | 4  | 4  | 5  | 4  | 4  | 4  | 5  | 5  |

Legenda:

Luogo: C = Casa; T = Trasferta. Risultato: V = Vittoria; N = Pareggio; P = Sconfitta.

### Statistiche delle giocatrici
| Giocatore       | Women's Super League | Women's Super League | Women's Super League | Women's Super League | Women's FA Cup | Women's FA Cup | Women's FA Cup | Women's FA Cup | Women's FA League Cup | Women's FA League Cup | Women's FA League Cup | Women's FA League Cup | Women's Champions League | Women's Champions League | Women's Champions League | Women's Champions League | Totale   | Totale | Totale      | Totale     |
| Giocatore       | Presenze             | Reti                 | Ammonizioni          | Espulsioni           | Presenze       | Reti           | Ammonizioni    | Espulsioni     | Presenze              | Reti                  | Ammonizioni           | Espulsioni            | Presenze                 | Reti                     | Ammonizioni              | Espulsioni               | Presenze | Reti   | Ammonizioni | Espulsioni |
| --------------- | -------------------- | -------------------- | -------------------- | -------------------- | -------------- | -------------- | -------------- | -------------- | --------------------- | --------------------- | --------------------- | --------------------- | ------------------------ | ------------------------ | ------------------------ | ------------------------ | -------- | ------ | ----------- | ---------- |
| H. Blundell     | 22                   | 1                    | 2                    | 0                    | 5              | 0              | 1              | 0              | 4                     | 0                     | 1                     | 0                     | 2                        | 0                        | 0                        | 0                        | 33       | 1      | 4           | 0          |
| M. Earps        | 22                   | -32                  | 0                    | 0                    | 5              | -2             | 1              | 0              | 0                     | 0                     | 0                     | 0                     | 2                        | -4                       | 0                        | 0                        | 29       | -38    | 1           | 0          |
| G. Evans        | 12                   | 0                    | 1                    | 0                    | 3              | 0              | 0              | 0              | 4                     | 0                     | 0                     | 0                     | 0                        | 0                        | 0                        | 0                        | 19       | 0      | 1           | 0          |
| Geyse           | 19                   | 1                    | 2                    | 0                    | 2              | 0              | 0              | 0              | 3                     | 1                     | 0                     | 0                     | 2                        | 0                        | 0                        | 0                        | 26       | 2      | 2           | 0          |
| L. Galton       | 18                   | 2                    | 0                    | 0                    | 4              | 0              | 0              | 0              | 3                     | 1                     | 0                     | 0                     | 2                        | 0                        | 0                        | 0                        | 27       | 3      | 0           | 0          |
| L. García       | 22                   | 3                    | 3                    | 0                    | 4              | 4              | 1              | 0              | 4                     | 1                     | 0                     | 0                     | 2                        | 0                        | 0                        | 0                        | 32       | 8      | 4           | 0          |
| G. George       | 3                    | 0                    | 0                    | 0                    | -              | -              | -              | -              | -                     | -                     | -                     | -                     | 1                        | 0                        | 0                        | 0                        | 4        | 0      | 0           | 0          |
| I. Guerrero     | 3                    | 0                    | 0                    | 0                    | 3              | 0              | 0              | 0              | 1                     | 0                     | 1                     | 0                     | 0                        | 0                        | 0                        | 0                        | 7        | 0      | 1           | 0          |
| H. Ladd         | 11                   | 2                    | 2                    | 0                    | 3              | 0              | 0              | 0              | 3                     | 1                     | 1                     | 0                     | 0                        | 0                        | 0                        | 0                        | 17       | 3      | 3           | 0          |
| M. Le Tissier   | 22                   | 2                    | 1                    | 0                    | 5              | 0              | 0              | 0              | 4                     | 0                     | 1                     | 0                     | 2                        | 0                        | 0                        | 0                        | 33       | 2      | 2           | 0          |
| M. Malard       | 19                   | 5                    | 1                    | 0                    | 5              | 1              | 0              | 0              | 3                     | 0                     | 0                     | 0                     | 2                        | 1                        | 0                        | 0                        | 29       | 7      | 1           | 0          |
| A. Mannion      | 4                    | 0                    | 0                    | 0                    | 3              | 0              | 1              | 0              | -                     | -                     | -                     | -                     | -                        | -                        | -                        | -                        | 7        | 0      | 1           | 0          |
| H. Miyazawa     | 12                   | 1                    | 0                    | 0                    | 1              | 0              | 0              | 0              | 2                     | 0                     | 0                     | 0                     | 2                        | 0                        | 0                        | 0                        | 17       | 1      | 0           | 0          |
| L. Naalsund     | 17                   | 2                    | 0                    | 0                    | 4              | 1              | 0              | 0              | 4                     | 1                     | 0                     | 0                     | 2                        | 1                        | 0                        | 0                        | 27       | 5      | 0           | 0          |
| N. Parris       | 21                   | 8                    | 1                    | 0                    | 5              | 3              | 1              | 0              | 4                     | 5                     | 1                     | 0                     | 0                        | 0                        | 0                        | 0                        | 30       | 16     | 3           | 0          |
| E. Rabjohn      | 0                    | 0                    | 0                    | 0                    | 0              | 0              | 0              | 0              | 1                     | 0                     | 0                     | 0                     | -                        | -                        | -                        | -                        | 1        | 0      | 0           | 0          |
| J. Riviere      | 15                   | 0                    | 3                    | 0                    | 3              | 0              | 0              | 0              | 2                     | 0                     | 0                     | 0                     | 2                        | 0                        | 0                        | 0                        | 22       | 0      | 3           | 0          |
| E. Toone        | 22                   | 6                    | 1                    | 0                    | 5              | 3              | 0              | 0              | 4                     | 0                     | 1                     | 0                     | 2                        | 0                        | 0                        | 0                        | 33       | 9      | 2           | 0          |
| P. Tullis-Joyce | 0                    | 0                    | 0                    | 0                    | 0              | 0              | 0              | 0              | 4                     | -3                    | 0                     | 0                     | 0                        | 0                        | 0                        | 0                        | 4        | -3     | 0           | 0          |
| M. Turner       | 22                   | 2                    | 2                    | 0                    | 5              | 1              | 1              | 0              | 2                     | 0                     | 0                     | 0                     | 2                        | 0                        | 0                        | 0                        | 31       | 3      | 3           | 0          |
| R. Williams     | 21                   | 5                    | 1                    | 0                    | 5              | 5              | 0              | 0              | 4                     | 1                     | 0                     | 0                     | 1                        | 0                        | 0                        | 0                        | 31       | 11     | 1           | 0          |
| K. Zelem        | 22                   | 1                    | 3                    | 0                    | 5              | 0              | 0              | 0              | 3                     | 1                     | 0                     | 0                     | 2                        | 0                        | 0                        | 0                        | 32       | 2      | 3           | 0          |